# Taça de Portugal de Hóquei em Patins Feminino de 2007–08
A Taça de Portugal de Hóquei em Patins Feminino de 2007–08, foi a 16ª edição da Taça de Portugal, ganha pela Fundação Nortecoope (3º título).

## Final
A final four foi disputada a 22 de Junho de 2008.
|             | Resultado                             |                     |
| ----------- | ------------------------------------- | ------------------- |
| HC Mealhada | 3 – 3, 3 – 4 Golo de Ouro no Prolong. | Fundação Nortecoope |

## Meias-finais
As partidas foram disputadas a 21 de Junho de 2008.
|             | Resultado |                     |
| ----------- | --------- | ------------------- |
| HC Marco    | 1 – 7     | Fundação Nortecoope |
| HC Mealhada | 4 – 2     | CD Boliqueime       |

## 3ª Eliminatória - Quartos de final
As partidas foram disputadas a 14 de Junho de 2008 com exepção Externato São Filipe-Fundação Nortecoope realizado a 10 de Junho.
|                | Resultado |                     |
| -------------- | --------- | ------------------- |
| CD Boliqueime  | 5 – 4     | GDR "Os Lobinhos"   |
| HC Mealhada    | 5 – 2     | A Alcobacense       |
| Ext. S. Filipe | 0 – 7     | Fundação Nortecoope |
| C Acad. Feira  | 0 – 2     | HC Marco            |

## 2ª Eliminatória Zona Norte
As partidas foram disputadas a 13 de Outubro de 2007. Isentos: HC Marco e CA Feira
|              | Resultado |                     |
| ------------ | --------- | ------------------- |
| CSP Alfena   | 0 – 5     | Fundação Nortecoope |
| CH Carvalhos | 3 – 5     | HC Mealhada         |

## 2ª Eliminatória Zona Sul
A 1ª partida disputada a 14 de Outubro é a 2ª a 13 de Outubro de 2007. Isentos: CD Boliqueime e Ext. S. Filipe
|                    | Resultado |                   |
| ------------------ | --------- | ----------------- |
| Ass. Acad. Coimbra | 0 – 4     | A Alcobacense     |
| GD Sesimbra        | 0 – 3     | GDR "Os Lobinhos" |

## 1ª Eliminatória Zona Norte
As partidas foram disputadas a 6 de Outubro de 2007. Isentos: CSP Alfena e HC Mealhada
|                | Resultado |                     |
| -------------- | --------- | ------------------- |
| GDC Fânzeres   | 1 – 2     | HC Marco            |
| Vila Boa Bispo | 1 – 5     | CA Feira            |
| CH Carvalhos   | 2 – 1     | CD Nortecoope       |
| AF Arazede     | 1 – 3     | Fundação Nortecoope |

## 1ª Eliminatória Zona Sul
As partidas foram disputadas a 6 de Outubro de 2007. Isentos: GDR "Os Lobinhos" e A. Académica Coimbra
|                        | Resultado |                 |
| ---------------------- | --------- | --------------- |
| UD Vilafranquense      | 1 – 7     | CD Boliqueime   |
| GD Sesimbra            | 2 – 1     | UD Nafarros     |
| A Alcobacense          | 4 – 3     | Roller Lagos CP |
| HC Portimão (Desistiu) | D – V     | Ext. S. Filipe  |